# Moto X (2.ª generación)
Moto X 2.a generación (comercializado como Moto X), es un teléfono inteligente de gama alta con sistema Android, sucesor del Moto X 1.a generación, fabricado por Motorola Mobility. Fue lanzado originalmente el 4 de septiembre de 2014.
Fue posteriormente sucedida por la 3.a generación del Moto X en 2015.
Este modelo mejora varios aspectos de su antecesor, como la incorporación de un marco de metal, un diseño de mejor calidad, una pantalla de 1080p, entre otras mejoras.

## Características y especificaciones

### Hardware
Posee un diseño similar al de su antecesor, solamente agregando el marco de metal, un altavoz frontal, sensores de movimiento infrarrojos, entre otras cosas.
Tiene una pantalla de 5.2 pulgadas con una resolución de 1080p, tiene un procesador Qualcomm Snapdragon 801 de 2.5 GHz, 2 GB de memoria RAM, tiene una cámara trasera de 13 MP, con capacidad de grabar vídeos en una resolución 4K a 30 fps y a cámara lenta.
Su almacenamiento interno va variando del modelo que se elija. Puede ser de 16 o 32 GB.
Algo característico del teléfono, es la posibilidad de elegir a tu gusto el Moto X, como la cubierta interior, la cubierta frontal de cristal, la rejilla de los micrófonos,
Las cubiertas interiores fueron proporcionadas por Horween Leather Company a través del sitio de Motomaker de Motorola.
El marco del teléfono puede servir como antena, y este se optimiza para garantizar que no se pierda la señal del celular, aun así si este está de diferente posición.

### Software
De fábrica, el Moto X 2.a generación posee el sistema operativo Android 4.4.4 KitKat. Incluye además experiencias de usuario exclusivas del teléfono, como el asistente personal de voz, y otras opciones más exclusivas de software.
En noviembre de 2014, sale la actualización Android 5.0 Lollipop vía OTA a todos los teléfonos. En los primeros días de la versión en los teléfonos se reportaron errores, como por ejemplo errores relacionados con la conexión del celular, agotamiento de la batería antes de lo previsto y un retraso severo en las aplicaciones.
Esto hizo que rápidamente Google lanzara un parche arreglando los errores más comunes y notorios, y este fue la versión 5.0.1 de Android.
El 12 de noviembre de 2015, se empieza a liberar la actualización vía OTA de Android 6.0 Marshmallow. Esta actualización llegó primero en Brasil e India, posteriormente se liberó a todo el mundo. Esta fue la última actualización de versión recibida para el Moto X 2.a generación.

## Recepción
En general, el Moto X 2.a generación fue recibido de manera muy positiva por varios críticos, catalogando al Moto X 2.a generación como uno de los mejores teléfonos inteligentes Android jamás creados, y diciendo que era mejor que el modelo del año pasado (Moto X 1.a generación).
Una reseña de parte de un usuario de Xataka México llamado Rodrigo Garrido, decía como conclusión, que "hasta ahora no hay ningún móvil que ofrezca la misma relación calidad-precio de este Moto X", dándole de calificación final un 8.8/10.
Otra reseña de El Androide Libre, dio como conclusión, que "se acerca mucho a mi smartphone ideal", dando calificaciones mayores a 7 en todos los aspectos del teléfono.

## Variantes de modelo
El Moto X 2.a generación posee variantes de modelo, esto con el propósito de admitir redes 3G y 4G de distintas operadoras móviles de todo el mundo.
- XT1085
- XT1092
- XT1093
- XT1094
- XT1095
- XT1096
- XT1097

Nota: En abril de 2015, se liberó la versión Android 5.1 Lollipop para los modelos XT1095.